# چارچوب رمزنگاری اوپن‌بی‌اس‌دی
چارچوب رمزنگاری اوپن‌بی‌اس‌دی (به انگلیسی: OpenBSD Cryptographic Framework) یا به اختصار OCF یک لایه سرویس مجازی‌سازی به منظور مدیریت یکنواخت سخت‌افزار رمزنگاری توسط یک سیستم‌عامل است. OCF از زیرمجموعه‌های پروژه اوپن‌بی‌اس‌دی است و از نسخه ۲٫۸ در این سیستم‌عامل گنجانده شده‌است که این نسخه در دسامبر سال ۲۰۰ منتشر شد. همانند دیگر پروژه‌های اوپن‌بی‌اس‌دی از جمله اوپن‌اس‌اس‌اچ، این چارچوب به دیگر سیستم‌عامل‌های خانواده یونیکس و بی‌اس‌دی از جمله فری‌بی‌اس‌دی، نت‌بی‌اس‌دی، سولاریس و لینوکس هم پورت شده‌است. اینتل از یکی از پورت‌های لینوکسی OCF برای استفاده در سخت‌افزار و نرم‌افزار رمزنگاری خودش پشتیبانی می‌کند تا رمزنگاری SSL با شتاب‌دهنده سخت‌افزاری برای وب‌سرور متن‌باز آپاچی فراهم کند.

## ‎/dev/crypto
پشتیبانی از این چارچوب در سطح برنامه‌های کاربردی توسط یک شبه دستگاه که در مسیر ‎/dev/crypto قرار دارد فراهم می‌شود. این دستگاه دسترسی به دراورهای سخت‌افزار رمزنگاری از طریق یک رابط استاندارد ioctl را فراهم می‌کند. این رابط نوشتن برنامه‌های کاربردی را ساده‌تر می‌کند و برنامه‌نویس برنامه کاربردی را از فهمیدن و سر و کله زدن با جزئیات سطح پایین در رابطه با چگونگی کارکرد سخت‌افزار بی‌نیاز می‌کند.

## ادعای وجود بک‌دور در پشته IPSec
در تاریخ ۱۱ دسامبر ۲۰۱۰، گریگوری پری، از توسعه‌دهندگان پیشین اوپن‌بی‌اس‌دی، ایمیلی برای تئو درات ارسال کرد که در آن ادعا شده بود سازمان اف‌بی‌آی در حدود ده سال قبل، به تعدادی از توسعه‌دهندگان پیشین اوپن‌بی‌اس‌دی و شرکت NetSec (شرکتی که آن‌ها در آن کار می‌کردند) مبلغی پول به عنوان رشوه پرداخت کرده تا یک بک‌دور را در پشته رمزنگاری اوپن‌بی‌اس‌دی جاسازی کنند. او در این ایمیل اظهار داشت که قرارداد عدم افشای او با اف‌بی‌آی مدتی پیش منقضی شده و به همین دلیل تصمیم گرفته که قضیه را به صورت عمومی فاش کند. او همچنین اضافه کرده بود که به همین دلیل کارکنان اف‌بی‌آی این اواخر استفاده از اوپن‌بی‌اس‌دی را تبلیغ می‌کردند. پری همچنین نام دو تن از توسعه‌دهندگان را که به ادعای او در این ماجرا دست داشتند را هم در ایمیل خود ذکر کرده بود. با این حال، آن دو نفر، قرار دادن بک‌دور در سیستم‌عامل اوپن‌بی‌اس‌دی را تکذیب کردند. سه روز پس از دریافت این ایمیل توسط درات، در تاریخ ۱۴ دسامبر، درات ایمیل دریافت شده را به یکی از لیست‌های پستی اوپن‌بی‌اس ارسال کرد و پیشنهاد بازبینی کدهای مربوط به پشته IPSec را داد. درات از تمام توسعه‌دهندگان اوپن‌بی‌اس‌دی دعوت کرد که هر کدام به‌طور مستقل به تحلیل و بررسی کردن کدهای پشته IPSec بپردازند. چند هفته بعد، تعدادی باگ در پشته IPSec اوپن‌بی‌اس‌دی کشف و رفع شد که البته به شکل ناخواسته به وجود آمده بودند، اما هیچ مدرکی مبنا بر وجود داشتن یک بک‌دور در پشته IPSec پیدا نشد. تئو درات در این باره اظهار داشت که «من معتقدم NetSec احتمالاً طبق ادعاها قراردادی برای نوشتن بک‌دور داشته‌است. اگر آن‌ها بک‌دوری نوشته باشند، فکر نمی‌کنم که آن [بک‌دور] را در درخت کد منبع ما نوشته باشند. آن‌ها احتمالاً این بک‌دور را در محصولات خودشان [که مبتنی بر اوپن‌بی‌اس‌دی هستند] کار گذاشته‌اند».

## محصولات مشابه
شرکت اوراکل که سیستم‌عمل انحصاری سولاریس را توسعه می‌دهد (این سیستم‌عامل در ابتدا توسط شرکت سان مایکروسیستمز توسعه داده می‌شد)، یک محصول غیرمرتبط به نام Solaris Cryptographic Framework یا به فارسی «چارچوب رمزنگاری سولاریس» را ارائه می‌دهد که یک سیستم پلاگینی برای سخت‌افزار و الگوریتم‌های مرتبط با رمزنگاری است.